# Същинска тупая
Същинските тупаи (Tupaia glis) са вид дребни бозайници от семейство Същински тупаи (Tupaiidae).
Разпространени са в горите на полуостров Малака, Суматра и някои съседни острови. Дължината им достига 16 до 21 cm, а масата им обикновено е около 190 g. Активни са през деня и се хранят с плодове, листа, семена и членестоноги, най-вече мравки и паяци.